# بخش فلوریدا
بخش فلوریدا (به لاتین: Florida Department) یکی از بخش‌های اروگوئه است. بخش فلوریدا ۶۷٬۰۴۸ نفر جمعیت دارد.